# Genoa 1893 1997-1998
Questa voce raccoglie le informazioni riguardanti il Genoa 1893 nelle competizioni ufficiali della stagione 1997-1998.

## Stagione
Nella stagione 1997-1998 il Genoa disputa il campionato di Serie B, raccoglie 51 punti con il nono posto della classifica. La stagione dei rossoblù inizia con il tecnico Gaetano Salvemini, ma è un inizio scioccante, dopo cinque giornate ha un solo punto, ultimo della classe, ne fa le spese il tecnico, al posto del tecnico pugliese arriva l'ex centrocampista genoano Claudio Maselli, che però non schioda il Genoa dalla bassa classifica, resta in sella fino all'ultimo incontro dell'anno 1997, Treviso-Genoa (2-1) con i grifoni penultimi con 14 punti. Con l'anno nuovo si insedia il nuovo tecnico Tarcisio Burgnich che con la sua esperienza, pian piano scala la classifica, raccogliendo 8 punti nelle ultime quattro gare dell'andata, e nel girone di ritorno inizia con quattro vittorie di fila, mettendo insieme la bellezza di 29 punti, un passo da promozione, pilotando così il Genoa ad un grande recupero, ed al nono posto, nonostante un fisiologico cedimento nel finale di torneo. Miglior marcatore di questa stagione genoana Federico Giampaolo autore di 11 reti, ma bene ha fatto anche Mohammed Kallon arrivato dal Lugano, autore 10 reti in 26 partite. 
Nell'estate 1997 il Genoa partecipa al terzo Memorial Santagiuliana, ottenendo il terzo ed ultimo posto. Nella Coppa Italia i rossoblù superano il Monza nel doppio confronto del primo turno, poi nel secondo turno superano (3-0) l'Atalanta a Marassi, ma a Bergamo soccombono (4-0), lasciando il torneo.

## Organigramma societario
Area direttiva
- Presidente: Massimo Mauro

Area tecnica
- Allenatore: Gaetano Salvemini, da ottobre Claudio Maselli, da dopo Natale Tarcisio Burgnich.

## Rosa
| N. |                      | Ruolo | Calciatore             |
| -- | -------------------- | ----- | ---------------------- |
| 1  | Italia (bandiera)    | P     | Mario Ielpo            |
| 2  | Italia (bandiera)    | D     | Vincenzo Torrente      |
| 3  | Italia (bandiera)    | D     | Stefano Lombardi       |
| 4  | Italia (bandiera)    | C     | Gennaro Ruotolo        |
| 5  | Italia (bandiera)    | D     | Davide Nicola          |
| 6  | Italia (bandiera)    | D     | Gianluca Francesconi   |
| 7  | Italia (bandiera)    | A     | Marco Nappi            |
| 8  | Italia (bandiera)    | C     | Mario Bortolazzi       |
| 9  | Italia (bandiera)    | A     | Giovanni Pisano        |
| 10 | Italia (bandiera)    | A     | Federico Giampaolo     |
| 11 | Italia (bandiera)    | C     | Dario Morello          |
| 12 | Italia (bandiera)    | P     | Luca Ferro             |
| 13 | Italia (bandiera)    | D     | Filippo De Mattei      |
| 14 | Italia (bandiera)    | D     | Felice Centofanti      |
| 15 | Brasile (bandiera)   | D     | Mendes                 |
| 16 | Italia (bandiera)    | P     | Domenico Doardo        |
| 17 | Argentina (bandiera) | A     | Adrián Ricchiuti       |
| 18 | Italia (bandiera)    | C     | Pier Giovanni Rutzittu |
| 19 | Italia (bandiera)    | D     | Fabrizio Anzalone      |

| N. |                         | Ruolo | Calciatore                 |
| -- | ----------------------- | ----- | -------------------------- |
| 20 | Italia (bandiera)       | D     | Silvio Vittorio Giampietro |
| 21 | Italia (bandiera)       | D     | Daniele Marcucci           |
| 22 | Brasile (bandiera)      | D     | Paulo Pereira              |
| 23 | Italia (bandiera)       | C     | Fausto Pizzi               |
| 24 | Italia (bandiera)       | A     | Lorenzo Battaglia          |
| 25 | Italia (bandiera)       | C     | Luca Cavallo               |
| 26 | Italia (bandiera)       | D     | Massimiliano Corrado       |
| 27 | Italia (bandiera)       | C     | Mirko Pagliarini           |
| 28 | Italia (bandiera)       | D     | Alessandro Turrone         |
| 29 | Italia (bandiera)       | C     | Ivano Bonetti              |
| 30 | Italia (bandiera)       | D     | Marcello Marrocco          |
| 31 | Italia (bandiera)       | C     | Alessandro Romano          |
| 32 | Italia (bandiera)       | D     | Matteo Ferrari             |
| 33 | Sierra Leone (bandiera) | A     | Mohamed Kallon             |
| 34 | Italia (bandiera)       | A     | Saverio Luciani            |
| 35 | Italia (bandiera)       | C     | Fabrizio Dolcetti          |
| 36 | Argentina (bandiera)    | A     | Ariel López                |
| 37 | Paesi Bassi (bandiera)  | C     | Eli Louhenapessy           |
| 38 | Italia (bandiera)       | C     | Massimo Mutarelli          |

## Calciomercato
| Arrivi | Arrivi            | Arrivi      | Arrivi       |
| R.     | Nome              | da          | Modalità     |
| ------ | ----------------- | ----------- | ------------ |
| D      | Matteo Ferrari    | Inter       | prestito     |
| A      | Mohammed Kallon   | Lugano      | prestito     |
| A      | Giovanni Pisano   | Salernitana | definitivo   |
| D      | Stefano Lombardi  | Treviso     | definitivo   |
| C      | Fausto Pizzi      | Perugia     | prestito     |
| D      | Marcello Marrocco | Ravenna     | definitivo   |
| P      | Mario Ielpo       | Milan       | prestito     |
| A      | Ariel López       | Lanús       | comproprietà |

| Partenze | Partenze               | Partenze   | Partenze   |
| R.       | Nome                   | a          | Modalità   |
| -------- | ---------------------- | ---------- | ---------- |
| A        | Luigi Beghetto         | Pescara    | definitivo |
| C        | Felice Centofanti      | Ravenna    | definitivo |
| A        | Michael Goossens       | Schalke 04 | definitivo |
| A        | Adrian Ricchiuti       | Carpi      | prestito   |
| C        | Luca Cavallo           | Monza      | definitivo |
| P        | Gianluca Berti         | Reggiana   | definitivo |
| C        | Pier Giovanni Rutzittu | Perugia    | prestito   |
| C        | Filippo Masolini       | Monza      | definitivo |

## Risultati

### Serie B

#### Girone di andata
| Arbitro: | Bolognino (Milano) |

|                        |           |  |
| Pedone 34’ Schwoch 93’ | Marcatori |  |

| Arbitro: | De Santis (Tivoli) |

|             |           |          |
| Pereira 76’ | Marcatori | 55’ Wome |

| Arbitro: | Borriello (Mantova) |

|                                                          |           |                                   |
| Carrara 15’ A. Briaschi 16’ Altobelli 38’ Martinetti 91’ | Marcatori | 28’ Lombardi 64’ Pisano 88’ Nappi |

| Arbitro: | Dagnello (Trieste) |

|  |           |                      |
|  | Marcatori | 48’ (rig.) Zanchetta |

| Arbitro: | Preschern (Mestre) |

|                          |           |            |
| Lentini 16’ Ferrante 27’ | Marcatori | 85’ Pisano |

| Arbitro: | Bolognino (Milano) |

|           |           |                            |
| Nappi 92’ | Marcatori | 2’ De Patre 60’, 65’ Muzzi |

| Arbitro: | Trentalange (Torino) |

|                           |           |                            |
| Pisano 47’ Nappi 55’, 87’ | Marcatori | 18’ Bettoni 31’ Di Michele |

| Arbitro: | Sirotti (Forlì) |

|  |           |                |
|  | Marcatori | 30’ Bortolazzi |

| Arbitro: | Pin (Conegliano) |

|           |           |  |
| Gelsi 37’ | Marcatori |  |

| Arbitro: | Nucini (Bergamo) |

|                            |           |                     |
| Pisano 2’ F. Giampaolo 94’ | Marcatori | 22’ (rig.) Biagioni |

| Arbitro: | Racalbuto (Gallarate) |

|                                            |           |  |
| De Vitis 18’, 25’ Aglietti 90’ Binotto 93’ | Marcatori |  |

| Arbitro: | Strazzera (Trapani) |

|                                                             |           |              |
| Kallon 42’, 94’ Ruotolo 82’ D. Morello 86’ F. Giampaolo 90’ | Marcatori | 56’ D'Aversa |

| Arbitro: | Rosetti (Torino) |

|                             |           |                  |
| Di Vaio 18’ Ricchetti 45+2’ | Marcatori | 49’ (aut.) Breda |

| Genova 14 dicembre 1997 14ª giornata | Genoa            | 0 – 0 | Reggina | Stadio Luigi Ferraris\| Arbitro: \| Rossi (Ciampino) \| |
| Arbitro:                             | Rossi (Ciampino) |       |         |                                                         |

| Arbitro: | Bonfrisco (Monza) |

|                            |           |            |
| Di Bari 91’ Bortoluzzi 93’ | Marcatori | 38’ Kallon |

| Arbitro: | Racalbuto (Gallarate) |

|                       |           |  |
| F. Giampaolo 79’, 93’ | Marcatori |  |

| Arbitro: | Dagnello (Trieste) |

|                                            |           |                                    |
| Longhi 9’ (rig.) Panzanaro 77’ Spinesi 87’ | Marcatori | 1’ Bortolazzi 18’ Nappi 32’ Kallon |

| Arbitro: | Pin (Conegliano) |

|                       |           |  |
| Bortolazzi 92’ (rig.) | Marcatori |  |

| Arbitro: | Lana (Torino) |

|                    |           |            |
| Ruotolo 62’ (aut.) | Marcatori | 91’ Kallon |

#### Girone di ritorno
| Arbitro: | Braschi (Prato) |

|                                         |           |                |
| Ruotolo 18’ F. Giampaolo 69’ Kallon 75’ | Marcatori | 54’ M. Cossato |

| Arbitro: | Preschern (Mestre) |

|                              |           |                                               |
| Paci 41’ Colacone 76’ (rig.) | Marcatori | 24’ Ruotolo 42’ F. Giampaolo 72’ Louhenapessy |

| Arbitro: | Sirotti (Forlì) |

|                      |           |           |
| Lopez 37’ Kallon 46’ | Marcatori | 10’ Erceg |

| Arbitro: | Branzoni (Pavia) |

|  |           |                  |
|  | Marcatori | 35’ F. Giampaolo |

| Arbitro: | Rodomonti (Teramo) |

|                      |           |                     |
| Nappi 79’ Kallon 85’ | Marcatori | 45+2’, 46’ Ferrante |

| Arbitro: | Pairetto (Nichelino) |

|                  |           |                |
| Muzzi 90’ (rig.) | Marcatori | 93’ D. Morello |

| Arbitro: | Treossi (Forlì) |

|                                  |           |                |
| Chianese 30’, 90’ Di Michele 68’ | Marcatori | 31’ D. Morello |

| Arbitro: | Trentalange (Torino) |

|                          |           |                              |
| Lopez 75’ Giampietro 90’ | Marcatori | 8’ Sullo 58’ (rig.) A. Pirri |

| Arbitro: | Preschern (Mestre) |

|                                                      |           |  |
| F. Giampaolo 9’, 12’ (rig.) Lopez 57’ D. Morello 78’ | Marcatori |  |

| Arbitro: | Bettin (Padova) |

|                               |           |  |
| Biagioni 10’ (rig.) Lemme 69’ | Marcatori |  |

| Arbitro: | Sirotti (Forlì) |

|            |           |  |
| Kallon 55’ | Marcatori |  |

| Monza 26 aprile 1998 31ª giornata | Monza            | 0 – 0 | Genoa | Stadio Brianteo\| Arbitro: \| Rossi (Ciampino) \| |
| Arbitro:                          | Rossi (Ciampino) |       |       |                                                   |

| Arbitro: | Bolognino (Milano) |

|            |           |             |
| Kallon 66’ | Marcatori | 72’ Di Vaio |

| Arbitro: | Pellegrino (Barcellona Pozzo di Gotto) |

|                      |           |  |
| Campo 55’ Marino 58’ | Marcatori |  |

| Arbitro: | Lana (Torino) |

|  |           |                |
|  | Marcatori | 78’ Bortoluzzi |

| Arbitro: | Tombolini (Ancona) |

|            |           |  |
| Rapajc 10’ | Marcatori |  |

| Arbitro: | Paparesta (Bari) |

|                            |           |               |
| F. Giampaolo 28’ Lopez 90’ | Marcatori | 19’ Cristiano |

| Arbitro: | Serena (Bassano del Grappa) |

|                                           |           |  |
| Buonocore 5’ Centofanti 28’ Rovinelli 81’ | Marcatori |  |

| Arbitro: | Calabrese (Avezzano) |

|                |           |  |
| Bortolazzi 41’ | Marcatori |  |

### Coppa Italia
| Arbitro: | Sirotti (Forlì) |

|                |           |            |
| Pietranera 12’ | Marcatori | 63’ Pisano |

| Arbitro: | Serena (Bassano del Grappa) |

|                     |           |  |
| Zappella 55’ (aut.) | Marcatori |  |

| Arbitro: | Rossi (Ciampino) |

|                                      |           |  |
| F. Giampaolo 9’ Nappi 63’ Pisano 83’ | Marcatori |  |

| Arbitro: | Branzoni (Pavia) |

|                                                  |           |  |
| Lucarelli 56’ Foglio 62’ Sgrò 87’ A. Carbone 89’ | Marcatori |  |